# کاکتوس ماری
کاکتوس ماری (نام علمی: Bergerocactus) نام یک سرده از تبار استوانه‌ایان است.
این گیاه در ایران، به عنوان گیاه زینتی مورد استفاده قرار می‌گیرد. کاکتوس ماری برای رشد، به نور زیاد نیاز دارد. لازم است خاک گلدان کاکتوس سبک بوده و زهکشی مناسب داشته باشد تا آب اضافی آبیاری به طور کامل از گلدان خارج گردد. آبیاری باید زمانی انجام شود که خاک گیاه خشک شده باشد و باید از آبیاری بیش از حد پرهیز نمود، چرا که باعث پوسیدگی ریشه و در نهایت پوسیدگی کل کاکتوس خواهد شد. 
جهت تکثیر کاکتوس ماری، می‌توان بخشی از گیاه به طول حدود پنج تا ده سانتیمتر را جدا نمود و در خاک سبک قرار داد و بعد از ۲۴ ساعت آبیاری نمود تا کاکتوس ریشه دار شود و گیاه جدید مستقر گردد.